# Gelting Sogn
Gelting Sogn (på tysk Kirchspiel Gelting) er et sogn i det nordøstlige Angel i Sydslesvig. Sognet var oprindelig en del af Ny Herred (Flensborg Amt), men kom senere til Angels godsdistrikt, hvilket i 1853 blev til Kappel Herred. Sognet ligger nu i kommunerne Gelting, Hasselbjerg, Kronsgaard, Pommerby og Ravnholt i Slesvig-Flensborg Kreds i delstaten Slesvig-Holsten. Sognekirken er Gelting Kirke.
I Gelting Sogn Sogn findes flg. stednavne:
- en del af Bukhavn gods
- Basrød
- Blegmark (Bleicherfeld)
- Bosig
- Bæverø (Beveroe)
- Børsby (Börsby)
- Damhale (Dammhall)
- Dystholt (Düstholz)
- Dyttebøl gods
- Dytnæshøj
- Egehoved, også: Eghoved (Exhöft, tidligere på tysk Eckshöved),
- Ellestol
- Flintholm
- Fløholm (Flöhholm), engområde på Ø/Gade
- Fovlshoved (også Falshoved, ty. Falshöft)
- Færgeskov (Fehrenholz)
- Gammeldam (Gammeldamm)
- Gammelløk el. Gammelløkke (Gammellück)
- Gelting by (også Gjelting)
- Gelting gods
- Gelting Mølle
- Goldmaas
- Grønkobbel
- Grøftled
- Grøftmark
- Guldhoved med Gulvdhovedknub
- Gundelsby
- Gyholt (også Gydeholt, Güholz)
- Gaardvang
- Hellert med Hellertbusk
- Hesselbjerg (Hasselberg)
- Holmkjær el. Holmkær (Holmkjer)
- Hovled
- Hvornshoved
- Højbrohøj (Hebrohy)
- Katrød
- Kidholm (Kieholm)
- Knefferbæk
- Knor
- Kronsgaard
- Kæmpehøj
- Langmark[1] (Langfeld)
- Lebæk (Lehbek) med Lebækseng
- Lille Svakketorp (Schwackendorf)
- Markskel
- Møllegade
- Naldhoved (Nadelhöft)
- Nordborg
- Nyby (Nieby) med Vestermark
- Nydam (Niedamm)
- Pilsrød (Pelsrade)
- Pinkhøj (Pinkyberg)
- Pommerby
- Prisholt gods (Priesholz)
- Ravnholt (Rabenholz)
- Sibbeskær
- Sillekjær el. Sillekær
- Skelled
- Stenderup
- Store Svakketorp (Schwackendorf)
- Søbjerg
- Sønderballe
- Såland[2]
- Tykærdam
- Ulveskov
- Vadsmark
- Vakkerballe (Wackerballig)
- Vogsrød
- Vormshoved (Wormshöft)
- Ø gods